# Estadio Olímpico de Shenyang
El Centro Deportivo Olímpico de Shenyang (en chino tradicional, 瀋陽奧林匹克體育中心; en chino simplificado, 沈阳奥林匹克体育中心; pinyin, Shěnyáng Àolínpǐkè Tǐyù Zhōngxīn) es un estadio de fútbol, situado en la ciudad de Shenyang, provincia de Liaoning, China, que durante los Juegos Olímpicos de 2008 se constituyó como una de las sedes del torneo de fútbol. 
Tiene una capacidad de 60 000 espectadores y fue sede del Shenyang Dongjin, y actualmente del Liaoning Whowin de la Superliga de China.
En 2013 el estadio fue la sede principal de los XIII Juegos Nacionales de la República Popular China.